# 奥斯利雅维亚号战列舰
奥斯利雅维亚号战列舰（俄语：Ослябя，又译“奥斯利雅比亚号”），是俄罗斯帝国在十九世纪末建造的3艘佩列斯韦特级战列舰的二号舰，由于建造工程诸多延误，导致本舰成了同级3舰最后一艘建成的军舰。全舰总造价1134万卢布。本舰在日俄战争期间配属于俄羅斯帝國海軍第二太平洋舰队，担任第二战列舰战队旗舰。1905年在对马海峡海战中被击沉；这也是第一艘被海军火炮单独击沉的全钢军舰。
本舰舰名来源于一名14世纪的谢尔盖圣三一修道院僧侣罗季翁·奥斯利雅维亚，是库里科沃之战中的一名俄罗斯英雄。

## 设计和概述
佩列斯韦特级的诞生与英國皇家海軍的百夫长级有很深的渊源。十九世纪末期，英国设计并建造了两艘百夫长级二等战列舰，用以防卫远离本土的据点，击退进行商路破袭的装甲巡洋舰，如俄国的俄罗斯号和留里克号等。受此刺激，俄国也针锋相对地设计了佩列斯韦特级，用以护卫己方的装甲巡洋舰。因此佩列斯韦特级牺牲了一定的防护和火力水平，以换取更高的航速和更远的航程。
佩列斯韦特级二号舰奥斯利雅维亚号全长132.4米，宽21.8米，吃水深8.0米。设计排水量1万2877吨，建造过程中超重将近2000吨，实际排水量达到了1万4639吨。本舰安装有30座贝尔维尔式水管锅炉，由3座垂直3段膨胀式复合蒸汽机提供动力，驱动3根推进轴，设计功率1万4500匹马力，设计最大航速18节。不过1899年11月本舰在海试时录得1万5578匹马力，实际最大航速18.5节。本舰可以装载2090吨煤，可以在10节经济航速下达到6200海里的航程。
本舰主炮为4门10英寸（254）火炮，安装在两座炮塔上，前后各一座。副武器为11门法国加奈生产的6英寸（152）速射炮，分别安装在舰体、以及前部船艏楼下方的炮郭中。另外还有一批用以防范鱼雷艇的小型武器，包括20门75毫米速射炮、20门47毫米炮以及8门37毫米炮。鱼雷武器为5具15英寸（381）鱼雷发射管，3具位于水线上、2具位于水线下。此外舰上还携带有45颗水雷。
本舰水线装甲带为哈维固态渗碳硬化钢装甲，厚度为4—9英寸（102—229）；水线主装甲带高度2.4米，其中原本预定在水线上高910毫米。不过由于本舰超重严重，即使在常规负载时也只有大约7、80毫米左右能露出水面；在满载时，水线装甲带则完全没入水下，水线上的防护只能依靠仅厚4英寸（102）的上层装甲。炮塔则为克虏伯渗碳装甲，厚9英寸（229）；甲板装甲厚2—3英寸（51—76）。
由于本级舰航速较快，有的资料将奥斯利雅维亚号称为“快速战列舰”。

## 舰历

### 建成
1895年11月21日，圣彼得堡新海军部船厂开始着手奥斯利雅维亚号的建造工程。1898年11月8日，本舰下水。由于新海军部船厂问题不断，本舰一直拖延到1903年才最终建成服役，总造价也达到了1134万卢布。1903年8月7日，本舰与装甲巡洋舰巴扬号一同启程准备前往旅顺港（俄方称亚瑟港），8月21-22日夜间本舰在直布羅陀海峽触礁。到达阿尔及利亚后有关方面曾派潜水员观察，发现船底破损相当严重，同时渗入的咸水掺杂进来，使得锅炉也问题不断；更麻烦的是舰上的轮机长之前只有火管锅炉经验，只是在本舰建成后才被指派过来任职，还没有充分学习本舰的轮机结构。奥斯利雅维亚号只能先独自到意大利拉斯佩齐亚进行应急修理，修理工作一直持续到当年11月底。修理完成后，本舰继续向远东进发，1904年2月12日、亦即日俄战争爆发3天后，本舰抵达吉布提时才知道战争已经爆发。本舰立即奉召返航并加入波羅的海艦隊。4月本舰返抵圣彼得堡并接受了改装，安装了巴尔-斯特劳德公司生产的1.4米测距仪、火炮瞄准具以及德律風根公司的无线电设备。
俄国方面，当时正指挥着奥斯利雅维亚向东的安德斯·维伦尼乌斯（俄文名安德烈·安德烈耶维奇·维伦努斯）海军少将曾打算让奥斯利雅维亚号在迪米特里·顿斯柯伊号和阿芙乐尔号陪同下，在意大利拦截日本战前抢购的两艘装甲巡洋舰春日和日進。虽然奥斯利雅维亚号以及随行巡洋舰的确有足够的续航能力，然而即使抛开当时的军舰在海上搜索目标的能力不提，虽然全世界都知道这两艘钢甲军舰实际上属于哪个国家，但两舰此时正悬挂着英国国旗，同时也还有英国有关人员在船上，贸然攻击只会让俄国陷入被动，惹来不必要的外交麻烦，因此一行动只能作罢。

### 日俄战争

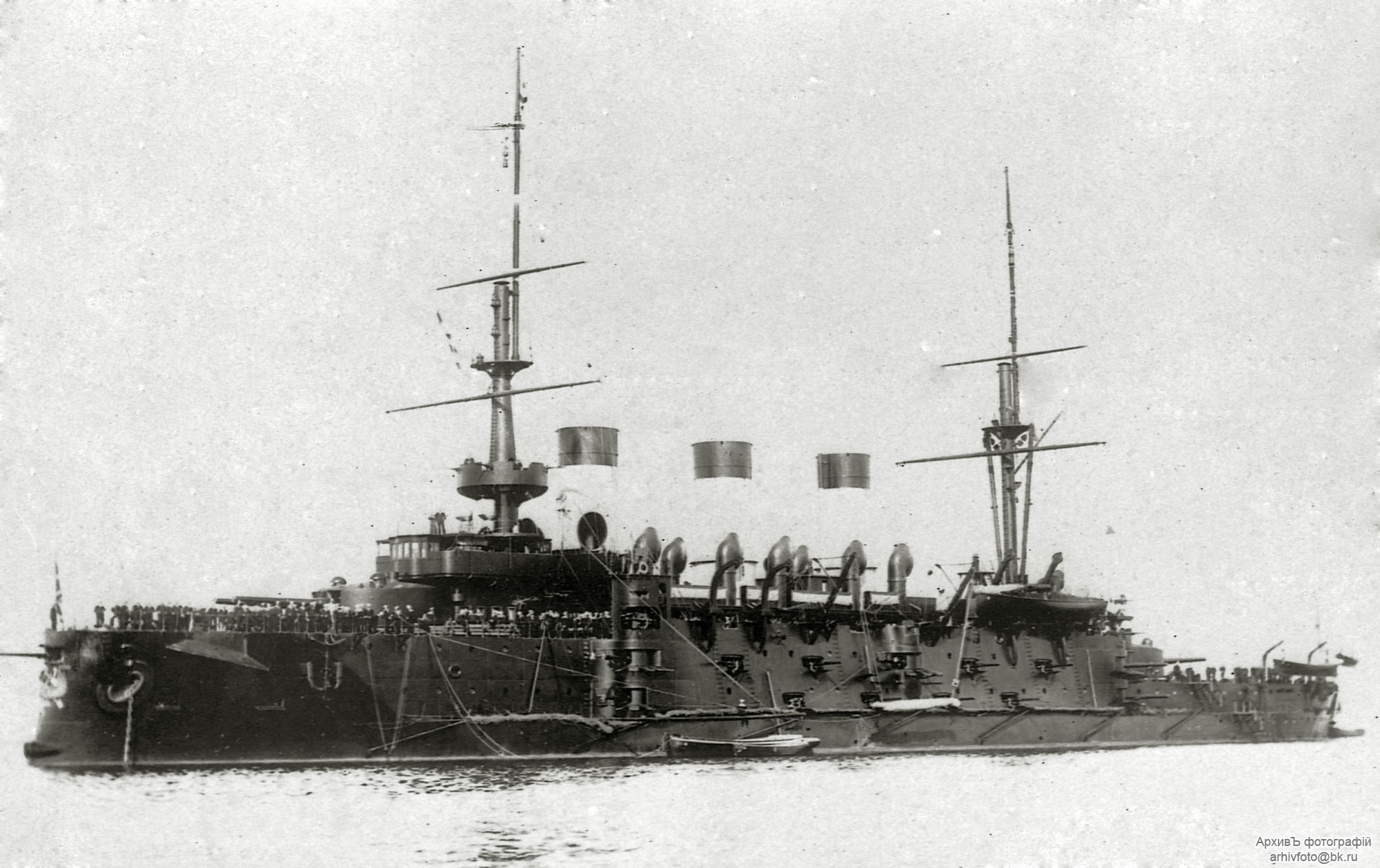
奥斯利雅维亚号，正在驶出雷维尔，摄于1904年

从1897年起，俄国对于远东的战略就调整为，一旦与日本发生战事，波罗的海舰队将会出动前往远东；另一方面，驻扎在旅顺港（亚瑟港）的太平洋舰队旅顺分舰队（第一太平洋舰队）应当尽量避免与敌军的决战，直到与波罗的海舰队（第二太平洋舰队）会合。
1904年10月15日，奥斯利雅维亚号从利巴瓦起航前往旅顺，本舰作为第二太平洋舰队第二战列舰战队旗舰，升起了迪米特里·冯·费尔克萨姆海军少将的将旗。奥斯利雅维亚号绕道丹麦航行时，与一艘驱逐舰发生冲撞，受到一定损伤。
同年10月21-22日夜间，极度紧张的俄国舰队将一些英国渔船误认为是日本伏击的鱼雷艇，并向这些渔船开火。第二战列舰站队司令费尔克萨姆下令奥斯利雅维亚号向第一战列舰战队靠拢，还用探照灯进行照射，试图搞清楚状况；因为他们早前只看到了若干渔船，不明白为何第一战队的战列舰们突然开火。已经陷入恐惧和狂乱中的第一战列舰战队各舰的水兵们看到黑夜中一艘修长的军舰打着探照灯快速靠近过来，将其误以为“日本巡洋舰在雷击舰的掩护下杀来”，于是纷纷向奥斯利雅维亚号开火。混乱中奥斯利雅维亚号没有受到友军炮击命中，倒是跟随在奥斯利雅维亚号后面的迪米特里·顿斯柯伊号和阿芙乐尔号突然受到攻击，不明就里之下进行还击。
同年10月28日，舰队抵达摩洛哥丹吉尔，第二太平洋舰队司令齐诺维·罗杰斯特文斯基下令冯·费尔克萨姆率领舰队内吃水较浅的纳瓦林号、伟大的西索伊号以及若干巡洋舰经由地中海和苏伊士运河前进，而他自己则率领其他舰艇沿着非洲西海岸，绕过合恩角，双方再在马达加斯加会合。会合后奥斯利雅维亚号上重新升起费尔克萨姆的将旗。
1905年1月9日，罗杰斯特文斯基率领舰队抵达马达加斯加西北的貝島。此时旅顺要塞早已经陷落，第一太平洋舰队已经不复存在。同年3月16日第二太平洋舰队再度出发，用了差不多一个月的时间到达法屬印度支那的金兰湾，又在那里逗留等待第三太平洋舰队。第三太平洋舰队由尼古拉·涅博加托夫（又译“涅鲍加托夫”）海军少将率领，由黑海舰队中抽调舰艇组成，但旗下军舰大多老旧，直到同年5月9日才抵达金兰湾与第二太平洋舰队会合。5月14日，俄军舰队离开金兰湾，开始往符拉迪沃斯托克（中文旧称海参崴）进发。
在路途中罗杰斯特文斯基将旗下舰队分成了3个分队，他自己率领4艘新式的博罗季诺级战列舰作为第一分队，费尔克萨姆率领战列舰奥斯利雅维亚号、伟大的西索伊号、纳瓦林号和装甲巡洋舰海军上将纳希莫夫号等舰作为第二分队，涅博加托夫的第三太平洋舰队的老式军舰则归为第三分队。5月26日，费尔克萨姆因癌症病逝，罗杰斯特文斯基决定秘不发丧，以免影响士气；奥斯利雅维亚号舰长弗拉基米尔·约瑟夫维奇·贝尔海军一等校官（海军上校）秘密代为执行第二分队的职务。对此完全不知情的涅博加托夫则被蒙在鼓里，不知道自己已经成为了事实上的舰队指挥链第二号人物。
因为一路上补给不易，俄军都尽可能地在军舰上装载食物、燃料等补给物资，导致军舰超载严重。在俄国舰队上的一名随军记者曾经指出，博罗季诺级各舰超载1700吨，煤炭等各种物资在船上堆积如山，严重影响了舰艇的复原性。奥斯利雅维亚号当时的具体数据虽然缺乏记载，但本舰的主装甲带在满载时即已完全没入水下，遑论额外加载的各种补给物资；因此大战之时，保护着奥斯利雅维亚号的水线附近的，将会只有那层堪忧的4英寸（102）厚上层装甲。

### 决战
1905年5月27日，当天早上前出侦察的日本舰艇在朝鲜海峡即已发现了北上符拉迪沃斯托克的俄国舰队的踪影。在当天的战斗中，奥斯利雅维亚号作为第二战列舰战队领舰，紧跟在第一战列舰战队的鹰号后面。不过12：00左右时的一次向右转向机动时出了差错：罗杰斯特文斯基本来的命令是一齐转向，但第一战列舰战队的后面3艘却错误地理解成了依次转向；而以奥斯利雅维亚号为首的第二战列舰战队以下又正确地执行了罗杰斯特文斯基的命令。这一差错导致俄国舰队分成了两列，第一战列舰战队与其它舰艇脱离开来；更重要的是，这使得原本在整个战列中序列第5的奥斯利雅维亚号，突然之间成了最靠近日军舰艇的一艘俄军舰艇。
14：10，奥斯利雅维亚号遭到了两艘日军战列舰和若干装甲巡洋舰的围攻。在日军接近时，罗杰斯特文斯基下令让舰队从两列改回单纵阵，在阵型变动时奥斯利雅维亚号必须停下来避让第一战列舰战队末尾的鹰号，导致奥斯利雅维亚号承受了日军的重点攻击。日军的炮击打坏了舰上的测距仪，击伤炮术军官，又破坏了连接火炮和舰上的盖斯勒火控仪的线缆；舰上主桅受损，前部炮塔失灵，左舷也有3门6英寸副炮无法使用。其中一发炮弹爆炸后的破片飞溅入司令塔，在内的军需官身亡，其他人员亦有多人负伤。连番重创使得奥斯利雅维亚号开始脱离战列右转，随即遭到了6艘日本装甲巡洋舰的近距离围攻。开战大约15分钟时击中本舰水线处的几发大口径炮弹尤为致命，炮击形成的破洞导致大量海水涌入；尤其是舰艏的破洞，使得本舰在前行时涌入更多的海水，导致全舰开始左倾。舰上官兵随即开始往右部弹药库注水，试图恢复平衡，但这一做法反而让前部重量更大，进一步破坏了舰艇的复原性。14：20时奥斯利雅维亚就已经左倾12度，海水淹过了一些位置较低的火炮。14：50，奥斯利雅维亚号的主炮均告沉默；15:10烟囱已经碰到了水面，舰长贝尔被迫下令弃舰。几分钟后奥斯利雅维亚号即告沉没，带着包括贝尔在内的470多名官兵沉入海底；沉没时甚至右侧螺旋桨还在运转。

## 同级舰
- 佩列斯韦特号战列舰，被日军捕获后改名“相模”
- 胜利号战列舰 (1900年)，被日军捕获后改名“周防”